# Désiré Verduyn

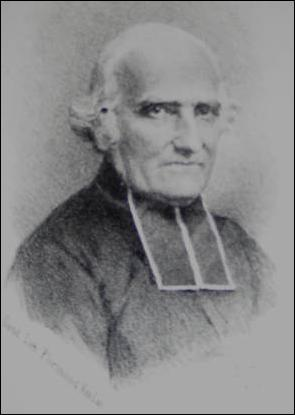
Désiré Verduyn

Désiré-Ignace Verduyn (Izegem 1792 - Gent 1865) was een Belgisch erekanunnik .

## Levensloop
Verduyn was achtereenvolgens poësis- en retoricaleraar in Roeselare en Gent. In 1818 was hij onderpastoor in Gent, in 1821 retoricaleraar in het atheneum van Brugge en in 1823 professor aan het Grootseminarie van Gent. Hij werd ook kanunnik van het kapittel van Sint-Baafs.
In 1830 werd hij verkozen voor het Nationaal Congres door het arrondissement Sint-Niklaas. Verduyn stemde in grote lijnen maar toch niet in alles zoals zijn politieke vrienden van de Catholique des Pays-Bas, als volgt: voor de onafhankelijkheidsverklaring, voor de eeuwigdurende uitsluiting van de Nassaus, voor de hertog van Leuchtenberg als koning, voor Félix de Mérode als regent. Hij onthield zich bij de stemming over Leopold van Saksen Coburg maar stemde dan toch voor de aanvaarding van het Verdrag der XVIII artikelen.
In 1833 werd hij pastoor van de Sint-Niklaasparochie in Gent en in 1846 werd hij bijkomend deken van Gent extra-muros. In de Sint-Niklaaskerk herinnert een gedenksteen aan hem.